# 17351 Pheidippos
17351 Pheidippos è un asteroide troiano di Giove del campo greco. Scoperto nel 1973, presenta un'orbita caratterizzata da un semiasse maggiore pari a 5,1659776 UA e da un'eccentricità di 0,0962359, inclinata di 15,28180° rispetto all'eclittica.
L'asteroide è dedicato a Fidippo, re di Coo.